# سوورکسانت
سوورکسانت (انگلیسی: Suvorexant) یک داروی آنتاگونیست اورکسین است که در درمان بی خوابی استفاده می شود. این دارو به طور ویژه برای درمان بی خوابی که با مشکلات شروع خواب و/یا حفظ آن در بزرگسالان مشخص می شود، نشان داده شده است. سوورکسانت به سریع‌تر به خواب رفتن، طولانی‌تر خوابیدن، کمتر بیدار شدن در نیمه‌شب و داشتن کیفیت بهتر خواب کمک می‌کند. اثربخشی آن کم است، و مشابه دیگر آنتاگونیست‌های اورکسین است، اما کمتر از بنزودیازپین‌ها و داروهای Z است. سوورکسانت به صورت خوراکی مصرف میشود.
عوارض جانبی سوورکسانت شامل خواب‌آلودگی، خواب‌آلودگی و آرام‌بخشی در طول روز، سردرد، سرگیجه، رویاهای غیرطبیعی، خشکی دهان و اختلال در توانایی رانندگی در روز بعد است. به ندرت ممکن است فلج خواب، توهمات مرتبط با خواب، رفتارهای پیچیده خواب مانند راه رفتن در خواب، و افکار خودکشی رخ دهد. به نظر نمی رسد که اثرات تحمل، وابستگی، ترک و بازگشت به طور قابل توجهی با دارو رخ دهد. سوورکسانت یک آنتاگونیست گیرنده اورکسین دوگانه (DORA) است. این دارو به عنوان یک آنتاگونیست دوگانه انتخابی گیرنده های اورکسین OX1 و OX2 عمل میکند. این دارو نیمه عمر حذفی متوسط ۱۲ ساعت و زمان رسیدن به اوج آن حدود ۲ تا ۳ ساعت است. برخلاف بنزودیازپین‌ها و داروهای Z، سوورکسانت با گیرنده‌های GABA برهم‌کنش نمی‌کند، در عوض مکانیسم اثر متمایزی دارد.